# Джиджелава, Константин Филиппович
Константин Филиппович Джиджелава (1910 год, село Теклати, Сенакский уезд, Кутаисская губерния, Российская империя — неизвестно) — звеньевой колхоза имени Берия Теклатского сельсовета Цхакаевского района, Грузинская ССР. Герой Социалистического Труда (1948).

## Биография
Родился в 1910 году в крестьянской семье в селе Теклати Сенакского уезда (сегодня — Сенакский муниципалитет). Окончил местную сельскую школу. С раннего возраста трудился в сельском хозяйстве. Во время коллективизации вступил в колхоз имени Берия Цхакаевского района (с 1953 года — колхоз села Теклати Цхакаевского района). В послевоенные годы возглавлял полеводческое звено.
В 1947 году звено под его руководством собрало в среднем с каждого гектара по 76,9 центнеров кукурузы на площади 3 гектара. Указом Президиума Верховного Совета СССР от 21 февраля 1948 года удостоен звания Героя Социалистического Труда за «получение в 1947 году высоких урожаев кукурузы и пшеницы» с вручением ордена Ленина и золотой медали «Серп и Молот» (№ 863).
Этим же указом званием Героя Социалистического Труда был награждены председатель колхоза имени Берия Пётр Андреевич Гварамия, бригадиры Шалва Парнович Гварамия, Евгений Квиквиньевич Шаматава, звеньевые Отар Феофанович Гварамия, Баграт Петрович Гвичия, Дмитрий Николаевич Кварцхава, Юлон Максимович Квирквелия.
В последующие годы трудился в системе потребительской кооперации Центросоюза. Дальнейшая судьба не известна.